# Mariam Soulakiotis
Mariam Soulakiotis (en griego: Μαρίνα Σουλακιώτου; c. 1883-23 de noviembre de 1954) apodada en los medios como La Mujer Rasputín o La Madre Rasputín, fue una Abadesa, estafadora y asesina en serie griega que mató a 27 adultos, todos seguidores de su secta, y a 155 niños, siendo su número total de víctimas 177.
Mariam no formaba parte de la Iglesia ortodoxa griega al momento de sus crímenes, sino de una secta derivada conocida como "los Matteitas", fundada en 1927 por el 'Arzobispo' autoproclamado Matthew Karpathakis de Vresthena. Dicha secta todavía se encuentra activa y sus seguidores veneran a Mariam como santa y mártir, afirmando que fue inculpada falsamente por sus enemigos, opinión que no es compartida por los historiadores modernos.

## Biografía
Poco se conoce de su vida antes de convertirse en monja. Se sabe que nació en Keratea, Grecia, y trabajaba en una fábrica.

### Como monja ortodoxa
Soulakiotis comenzó como monja en la corriente principal de la Iglesia Ortodoxa Griega (GOC), pero pronto se convirtió en una cercana seguidora de su superior religioso, el obispo Matthew Karpathakis de Vresthena. Después de la adopción del calendario juliano revisado por parte de la COG en el Concilio de Constantinopla en mayo de 1923, el obispo Matthew, en desacuerdo con esta decisión, decidió autoproclamarse arzobispo y fundar su propio monasterio ortodoxo veterocalendaristas.

### Como parte del Monasterio de la Virgen en los pinos
Mariam Soulakiotis, junto con el arzobispo Matthew Karpathakis de Vresthena, fundaron el Monasterio Pefkovounogiatrissa (Monasterio de la Virgen en los pinos), en 1927. El monasterio está ubicado entre la ciudad de Keratea y el pueblo rural de Kaki Thalassa, ambos ubicados en el municipio de Lavreotiki, en la región de Ática Oriental.
El convento se abrió para ofrecer tratamientos contra la tuberculosis, aunque Matthew también dejó en claro que el objetivo del monasterio era apoyar financieramente al naciente movimiento del Antiguo Calendario.
Como parte de los Matteistas, Mariam fue llamada Madre (y más tarde abadesa) Mariam de Keratea.

### Deterioro de la salud de Matthew
Cuando el 'arzobispo' Matthew cumplió los 78 años, le dejó todas las operaciones del día a día a Mariam, mientras él pasó a realizar otras prácticas, como vivir de forma ermitaña, o permanecer de manera voluntaria en celdas aisladas junto a otros monjes con cadenas atadas a su cuerpo como parte de su meditación.
Se dice que la salud de Matthew comenzó a deteriorarse durante la Segunda Guerra Mundial, lo que lo dejó aún menos capaz de supervisar de manera efectiva a Mariam y lo hizo más dependiente de ella. Cuando la salud de Matthew comenzó a fallar gravemente en 1950, la ya considerable influencia de Soulakiotis sobre él creció a su vez. Tras la muerte de Matthew, Soulakiotis lo sucedió como abad del monasterio.

## Delitos
El supuesto modus operandi de Soulakiotis era alentar a las mujeres ricas a unirse al convento y luego torturarlas hasta que donaran sus fortunas al monasterio; una vez se donaba el dinero, en algunos casos, mataba al donante. A partir de 1940, después de establecer el control sobre las otras monjas en el convento, envió a los monjes del monasterio por Grecia en busca de "solteronas, viudas y familias" adineradas para convertir. Se informó que en el momento de su arresto había acumulado trescientas casas y granjas en toda Grecia, así como oro y joyas. Una de sus acusadoras, Eugenia Margheti, dijo que la retuvieron en una celda de aislamiento y la torturaron hasta que entregó sus bienes con un valor de $80.000 en 1952 (equivalente a $816.341 en 2021).
Soulakiotis llamó por primera vez la atención de la policía cuando la hija de una mujer rica que había dejado todas sus propiedades en herencia al monasterio presentó una denuncia anónima; ella insistió en que su madre no habría hecho esto sin ser forzada y acusó a la administración de "chantaje y amenazas".
Soulakiotis fue investigada en un inicio por la desaparición de Simela Spyrides, una estadounidense nacida en Grecia, que fue vista por primera vez en 1949. El FBI había rastreado a Spyrides hasta el monasterio, y su padre, Christo Spyrides, pidió a las autoridades griegas que tomaran medidas, alegando que su hija fue "atraída" al convento por una monja que identificó como "Mariam Zaphriopoulos", quien dijo que había estado en los Estados Unidos para recolectar su propiedad por un valor de $10,000.
Además de las muerte premeditadas, se le adjudicaron la muerte de por lo menos 150 niños que habían buscado tratamiento por la tuberculosis en el monasterio. También alegaron que la única vez que se les permitió a los médicos estar en el lugar fue para firmar certificados de defunción, nunca para llevar a cabo un tratamiento supervisado médicamente.
Los niños que sobrevivieron acusaron a Soulakiotis de torturarlos, matarlos de hambre, encarcelarlos falsamente y golpearlos, porque al parecer estaba convencida de que ellos se encontraban "poseídos" y que dichas torturas servirían para "curarlos".

## Arresto
Más de ochenta y cinco policías allanaron por primera vez los terrenos del monasterio la noche del 4 de diciembre de 1950, acompañados de un fiscal adjunto, un juez y un médico forense, en un operativo que duró toda la noche. Al entrar, encontraron a treinta y seis niños, teniendo que arrebatarlos de las manos de las monjas, y a "varias ancianas semidesnudas, desnutridas y enfermas, atadas en sótanos".
Descrita como una "líder de culto", Soulakiotis tenía más de 400 seguidores viviendo en el monasterio en el momento de ser arrestada.  Además, los registros estatales mostraron que quinientas personas legaron todas sus propiedades al monasterio y luego murieron en él, lo que, según los fiscales, era un número inusualmente alto para un monasterio de su tamaño operado legítimamente.
En 1951, después de su arresto, sus seguidores marcharon en protesta por su detención, exigiendo que les devolvieran a sus "líderes". Esto llevó a la policía a proteger la casa del arzobispo Spyridon, a quien, según dijeron, los Matteitas planeaban secuestrar en represalia, con el objetivo de mantenerlo como rehén hasta que las autoridades liberaran a Soulakiotis.

## Juicio
En el juicio, el abogado de Soulakiotis, Panos Panayotakos, dijo en su defensa que las personas entregan todas sus propiedades materiales a los monasterios cuando se unen como un voto de pobreza, y que las propiedades se pusieron a nombre personal de Soulakiotis simplemente porque no había ninguna persona jurídica detrás del monasterio. En apoyo de su defensa, Panayotakos también mostró una carta del mariscal de campo Harold Alexander, en la que, según él, agradecía al clero del Monasterio por arriesgarse heroicamente para ayudar a escapar a varios soldados británicos en el medio de la Ocupación de Grecia por las Fuerzas del Eje.

### Víctimas conocidas
Las siguientes víctimas fueron mencionadas junto a sus causas de muerte durante los tres juicios contra Soulakiotis.

#### Sr. y Sra. Baka
Soulakiotis convenció a la familia Baka, que originalmente tenía cinco miembros, dos adultos y tres niños, de unirse al monasterio, y al principio entregaron voluntariamente su propiedad. Cuando la Sra. Baka se dio cuenta de las terribles condiciones del monasterio, informó a las monjas que quería irse con sus hijos. No dispuesta a desprenderse de la considerable riqueza que poseía la familia Baka, Soulakiotis la condenó a vivir en confinamiento solitario en una celda plagada de tuberculosis durante seis meses, con poca comida. La Sra. Baka entró en coma y murió poco después; su esposo corrió la misma suerte.

#### Sr. y Sra. Panagiotopoulou
Obligados a ceder su casa a Soulakiotis, ambos murieron de hambre en el monasterio.

#### Sra. Michalakou
Cayó enferma de tuberculosis y decidió probar el monasterio ya que ofrecía tratamiento gratuito. No recibió tratamiento ni fue vista por un médico, y fue encerrada en una celda en la que murió después de ceder su propiedad.

#### Hermana Theodote
Después de ser acusada de mala conducta por Soulakiotis, se ordenó que la golpearan como penitencia. Las monjas que llevaron a cabo las órdenes de Soulakiotis la golpearon hasta el punto de provocarle una hemorragia interna que le causó la muerte.

#### Hermana María
Llegó al hospital, donde murió después de recibir una golpiza similar a la que le dieron a la hermana Theodote.

#### Simela Spyrides
Su cuerpo nunca fue hallado.

### Veredicto
Soulakiotis negó todos los cargos en su contra hasta su muerte, calificándolos de "ficciones satánicas". Se dice que aceptó todas sus sentencias penales "sin emoción", solo persignándose y diciendo una tranquila "oración de venganza" a "San Matthew".
En total, Soulakiotis recibió tres sentencias en juicios separados: una entre 1951 y dos en el año 1953, la última terminando apenas unos meses antes de su muerte. En su primer juicio, recibió una sentencia de 26 meses; en el segundo, 10 años; y en el tercero, cuatro años más de manera consecutiva.

## Muerte
Soulakiotis murió en la prisión de Averoff  el 23 de noviembre de 1954. No hay consenso sobre su verdadera edad al momento de morir, pero, según varias fuentes, la edad colocada en su obituario era de 71.
Fue enterrada en los terrenos del convento, cerca del cuerpo de su predecesor, el obispo Matthew Karpathakis.
Desde entonces, una minoría de historiadores afirman que Soulakiotis era inocente y que fue injustamente juzgada. Su secta continuó en la clandestinidad a pesar de haber sido proscrita, y actualmente la veneran como santa y mártir, defendiendo su inocencia.